# Patientsäkerhetslagen
Patientsäkerhetslagen (2010:659) är en svensk lag som antagits av riksdagen och som trädde i kraft 1 januari 2011. Den ersatte då Lagen om yrkesverksamhet på hälso- och sjukvårdens område (1998:531).
Lagens syfte är att främja hög patientsäkerhet inom hälso- och sjukvård och därmed jämförlig verksamhet. Med vårdgivare avses statlig myndighet, region och kommun i fråga om sådan hälso- och sjukvård som myndigheten, landstinget eller kommunen har ansvar för samt annan juridisk person eller enskild näringsidkare som bedriver hälso- och sjukvård. Den som avser att bedriva verksamhet som omfattas av Socialstyrelsens tillsyn ska anmäla detta till Socialstyrelsen senast en månad innan verksamheten påbörjas. Socialstyrelsen ska föra ett automatiserat register över verksamheter som anmälts.
Vårdgivaren ska 
- planera, leda och kontrollera verksamheten[5]
- vidta de åtgärder som behövs för att förebygga att patienter drabbas av vårdskador. För åtgärder som inte kan vidtas omedelbart ska en tidsplan upprättas[6]
- utreda händelser i verksamheten som har medfört eller hade kunnat medföra en vårdskada.[7]
- ge patienterna och deras närstående möjlighet att delta i patientsäkerhetsarbetet.[8]
- till Inspektionen för vård och omsorg anmäla händelser som har medfört eller hade kunnat medföra en allvarlig vårdskada[9]
- till Socialstyrelsen anmäla om det finns skälig anledning att befara att en person, som har legitimation för ett yrke inom hälso- och sjukvården och som är verksam eller har varit verksam hos vårdgivaren, kan utgöra en fara för patientsäkerheten.[10]

Vårdgivaren ska snarast informera en patient som har drabbats av en vårdskada.
Patientsäkerhetslagen innehåller regler om
- legitimation[12]
- skyddad yrkestitel[13]
- kompetens som Europaläkare[14]
- specialistkompetens[15]

## Utredning av klagomål
|                                                                         |
| Antal inkomna klagomål enligt patientsäkerhetslagen till IVO 2013–2019. |

Klagomål lämnas i första hand till verksamheten eller patientnämnden. Om patienten inte är nöjd med svaret kan denne vända sig till Inspektionen för vård och omsorg (IVO) som bedömer om klagomålet ska utredas eller inte.
När ett klagomål inkommer till IVO görs en bedömning utifrån patientsäkerhetslagen om klagomålet ska utredas eller inte. IVO ska utreda klagomål om allvarliga händelser inom vården, som resulterat i bestående fysisk eller psykisk skada, väsentligt ökat vårdbehov eller dödsfall. Även klagomål som rör händelser där patientens självbestämmande och integritet har påverkats allvarligt, ska utredas av IVO. IVO utreder i regel inte klagomål gällande händelser som ligger mer än två år tillbaka i tiden. Inte heller begäran om skadestånd eller andra ekonomiska frågor utreds.
Av 5 448 klagomål 2019, utredde IVO 1 336 i sak.

## Klagomålens innehåll
I en beskrivning av verksamhetsåret 2019 konstaterar Inspektionen för vård och omsorg att det vanligaste är att patienter och deras närstående lämnar klagomål som gäller kirurgi och primärvård. Händelserna som ligger till grund för klagomålen handlar oftast om vård och behandling, bemötande eller diagnosticering. Klagomålen gäller oftare kvinnor än män, speciellt i åldersgruppen 18–29 år. De patienter som är över 80 år står för i särklass flest utredda klagomål.